# Ліхтар

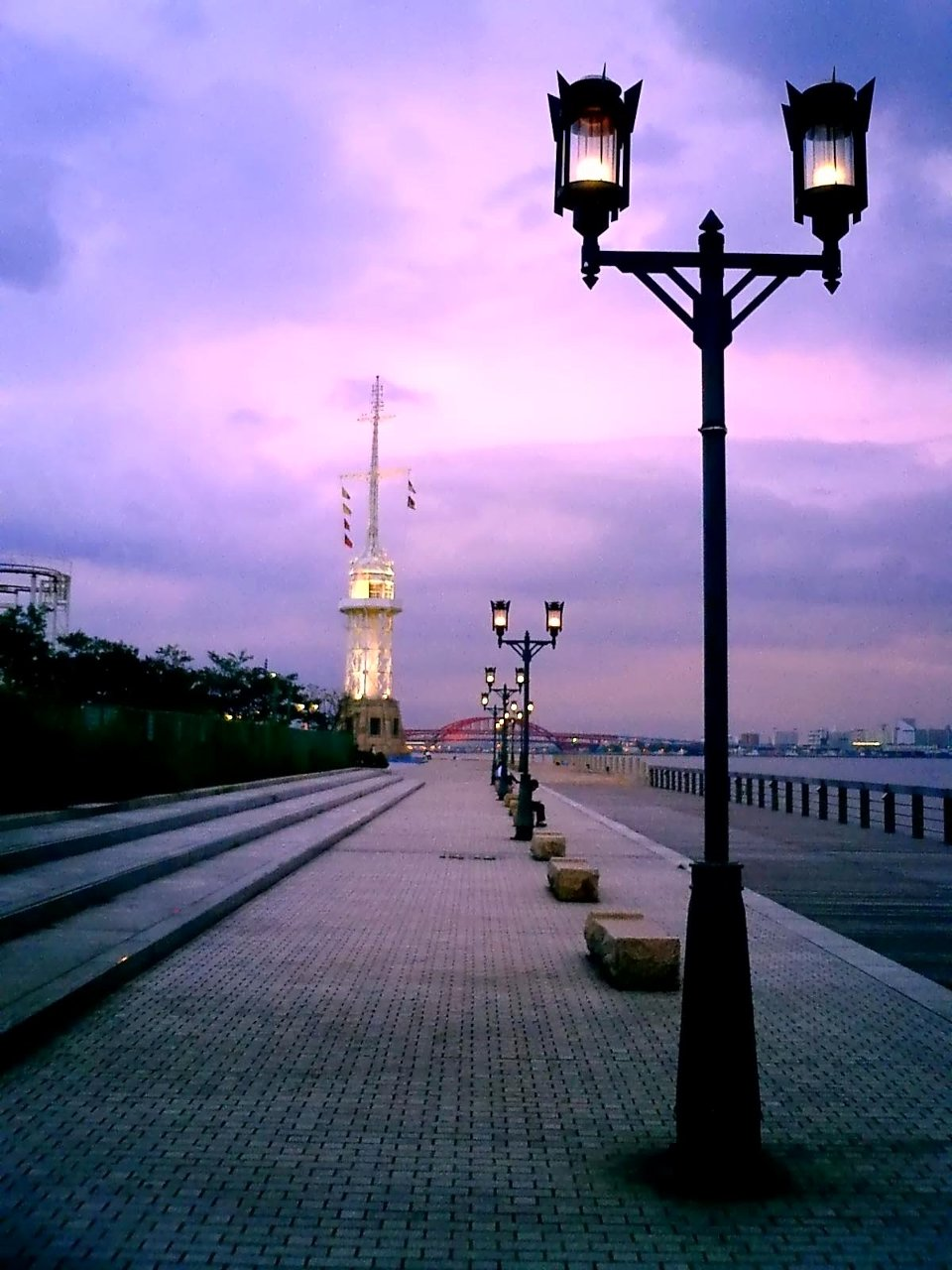
Ліхтарі

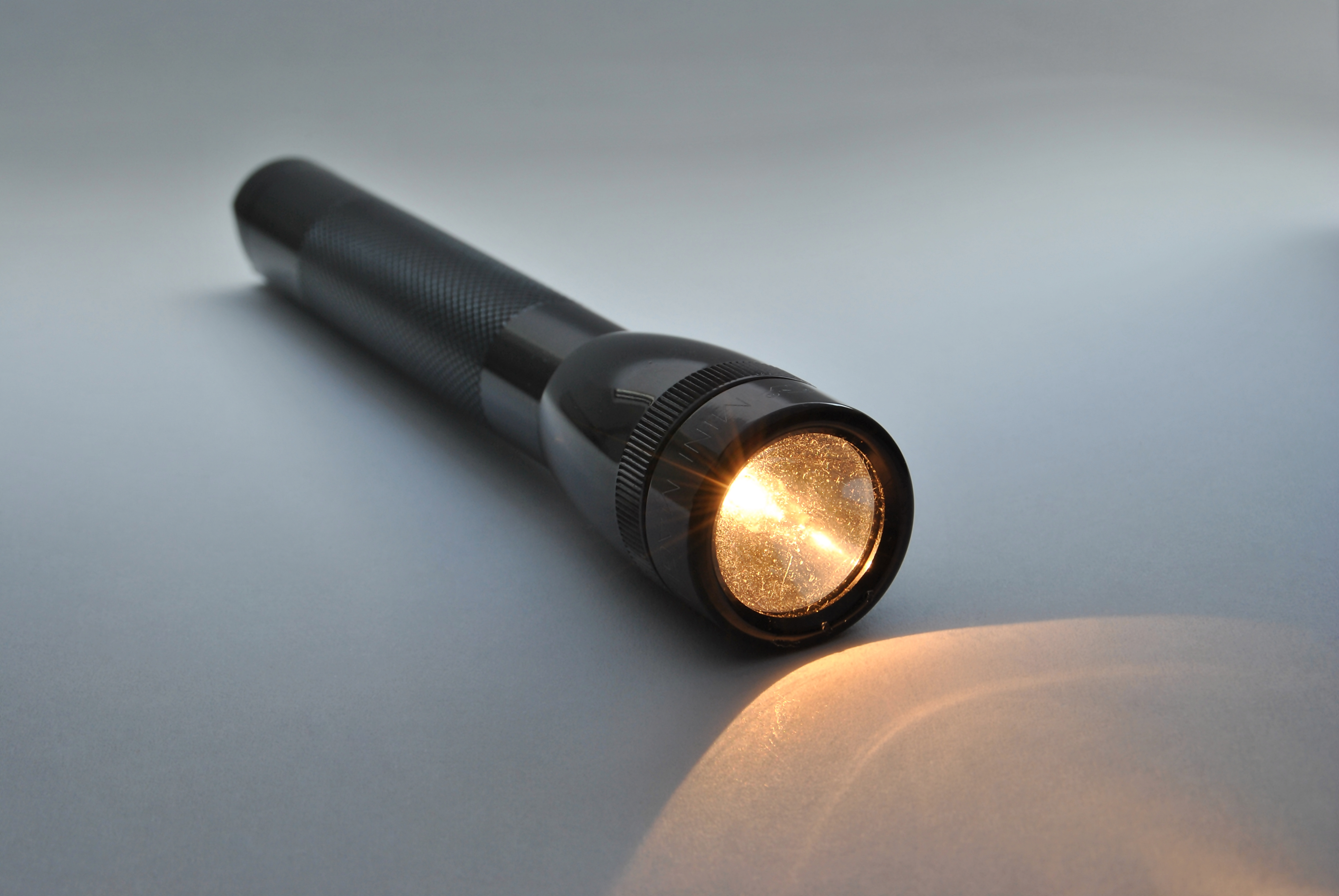
Кишеньковий ліхтар

Ліхта́р, діал. ліхта́рня (від пол. lichtarz < нім. Leuchter — «свічник»), заст. світли́нець, ви́світ, сві́тич — прилад для освітлювання окремих ділянок простору в темний час доби; освітлювальний прилад, в якому джерело світла захищене склом, слюдою тощо. Використовується для освітлення вулиць, у побуті, в шахтах, при підводних роботах, у спелеології тощо.

## Типи ліхтарів
- Вуличний ліхтар використовується для освітлення міст, селищ, автомобільних доріг. Вуличні ліхтарі зазвичай розміщуються на ліхтарних стовпах.
- Ручний ліхтар широко використовується туристами, альпіністами, спелеологами для підсвічування на маршруті і в таборі. Працюють зазвичай від батарей і акумуляторів.
- Шахтний ліхтар

## Історія
Вулиці середньовічних міст не освітлювалися, багаті люди, проходячи темними місцями, брали з собою слугу, який мав освітлювати їм дорогу ручним ліхтарем. У XVI столітті паризька влада стали вимагати, щоб кожен домовласник виставляв з дев'ятої години вечора в одному з вікон нижнього поверху свого будинку засвічений ліхтар. У 1662 р. абат Лодаті де-Карафф отримав від короля привілей на організацію в Парижі та інших французьких містах артілей ліхтарників і факельників, які за певну плату освітлювали дорогу охочим. У 1669 році голландець Ян ван дер Хейден винаходить конструкцію вуличного ліхтаря на основі олійної лампи з бавовняним ґнотом. Перші стовпи з олійними ліхтарями на рогах вулиць з'явилися в Парижі близько 1670 р. Освітлення вулиць поширилося скоро в інших містах Франції і перейшло в Англію та Італію. У 1720 р. олійні ліхтарі зі склом з'явилися і в Санкт-Петербурзі. Обслуговуванням олійних ліхтарів (засвічуванням увечері та гасінням уранці) займалися ліхтарники.
Перші досліди з газовим освітленням, після досліджень англійського лікаря Клейтона, в 1739 р., були зроблені французьким інженером і хіміком Філіпом Лебоном в 1786 р. Після смерті Лебона його ідея отримала практичне застосування в Англії, де 1798 р. влаштовано було освітлення світильним газом головного корпусу мануфактури Джеймса Ватта, а в 1804 р. утворилося перше товариство газового освітлення, у 1818 р. газом був освітлений Париж, а потім новий спосіб вуличного освітлення став поширюватися у всіх великих містах.

## Фотогалерея

### Вуличні

Ліхтарі Вінниці
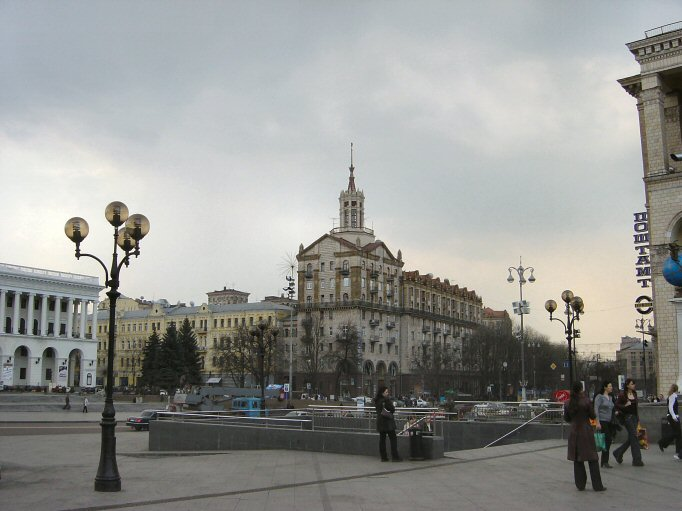
Ліхтарі Хрещатика
Ліхтарі Вінниці
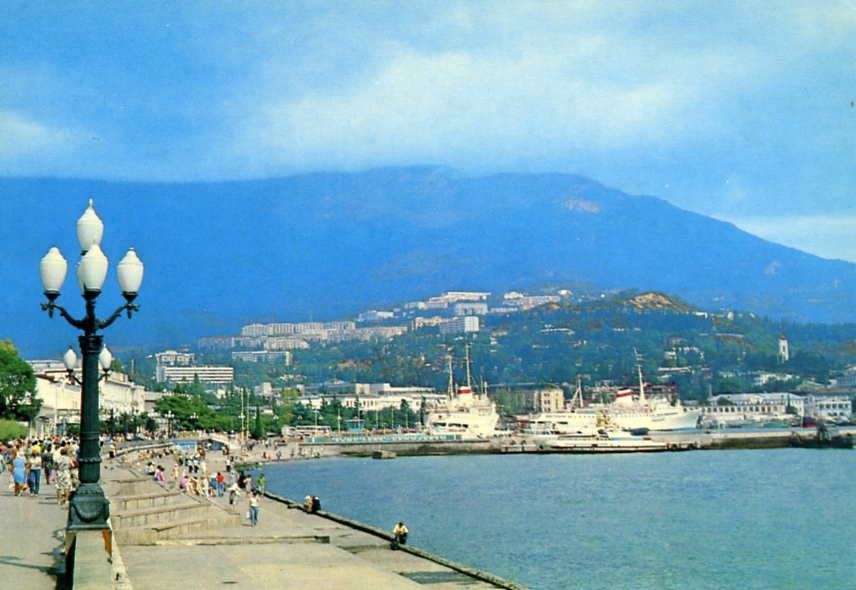
Ліхтарі Ялти (Крим)
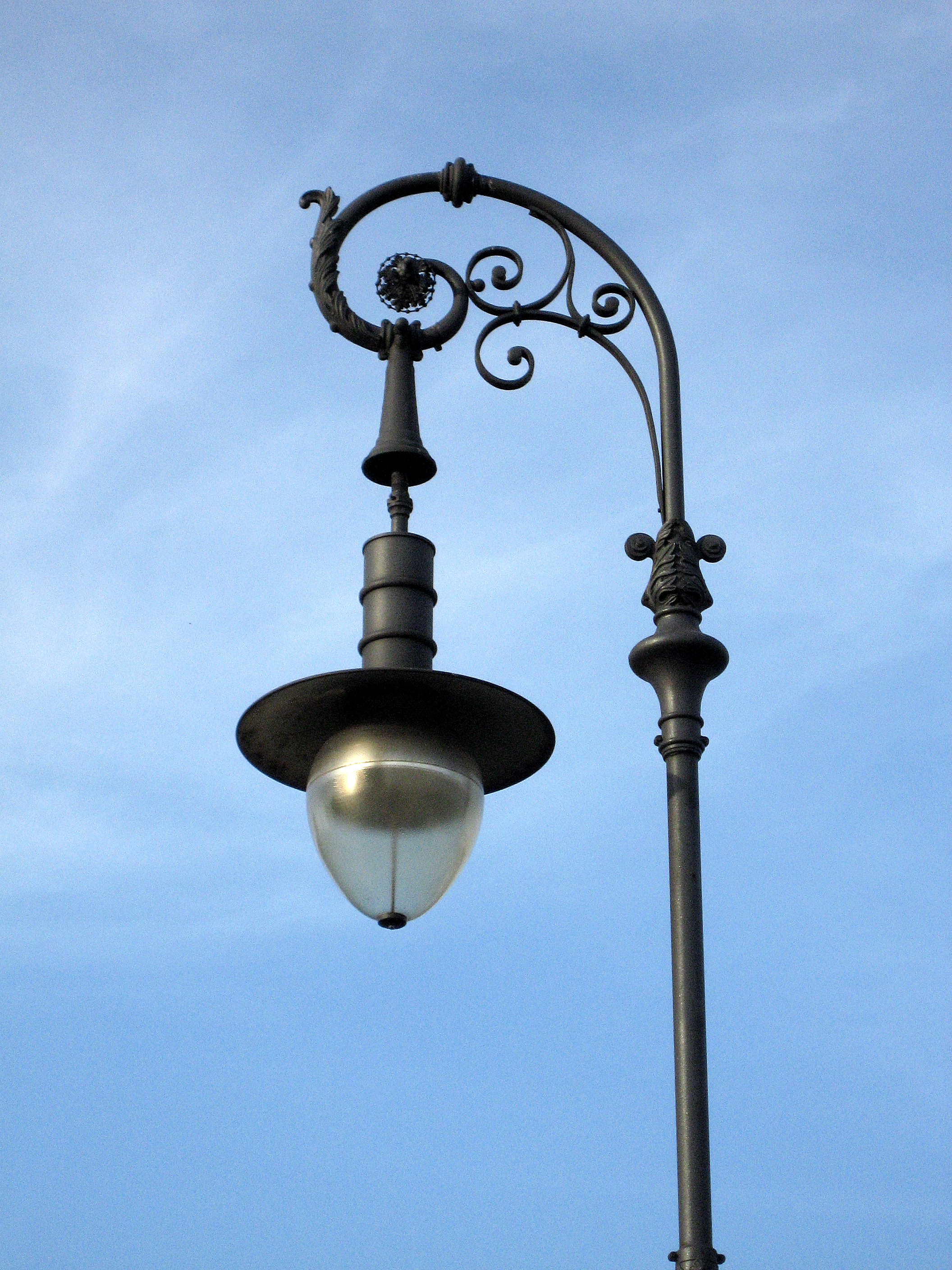
Дортмунд. Німеччина.
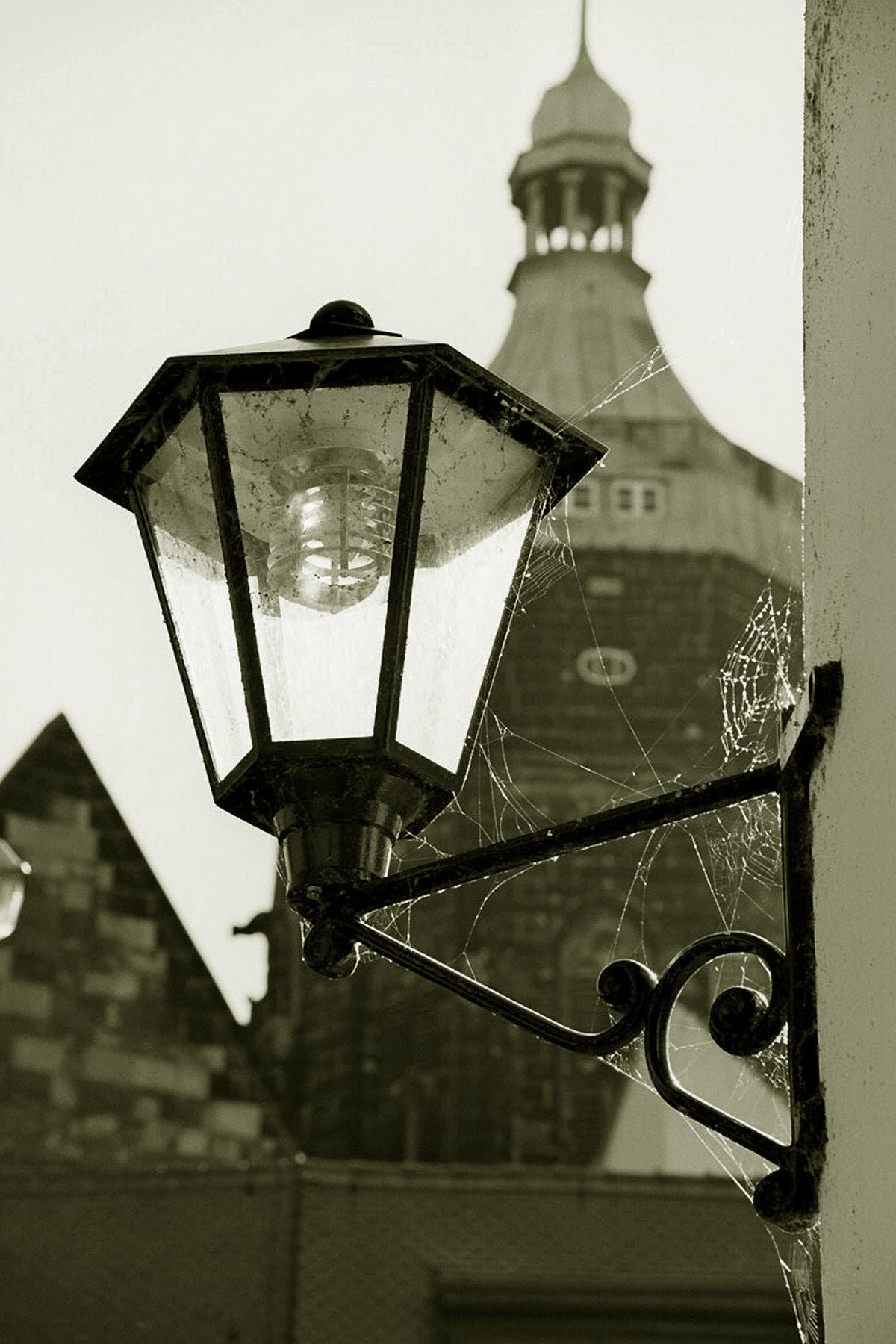
Пірна. Саксонія. Німеччина.
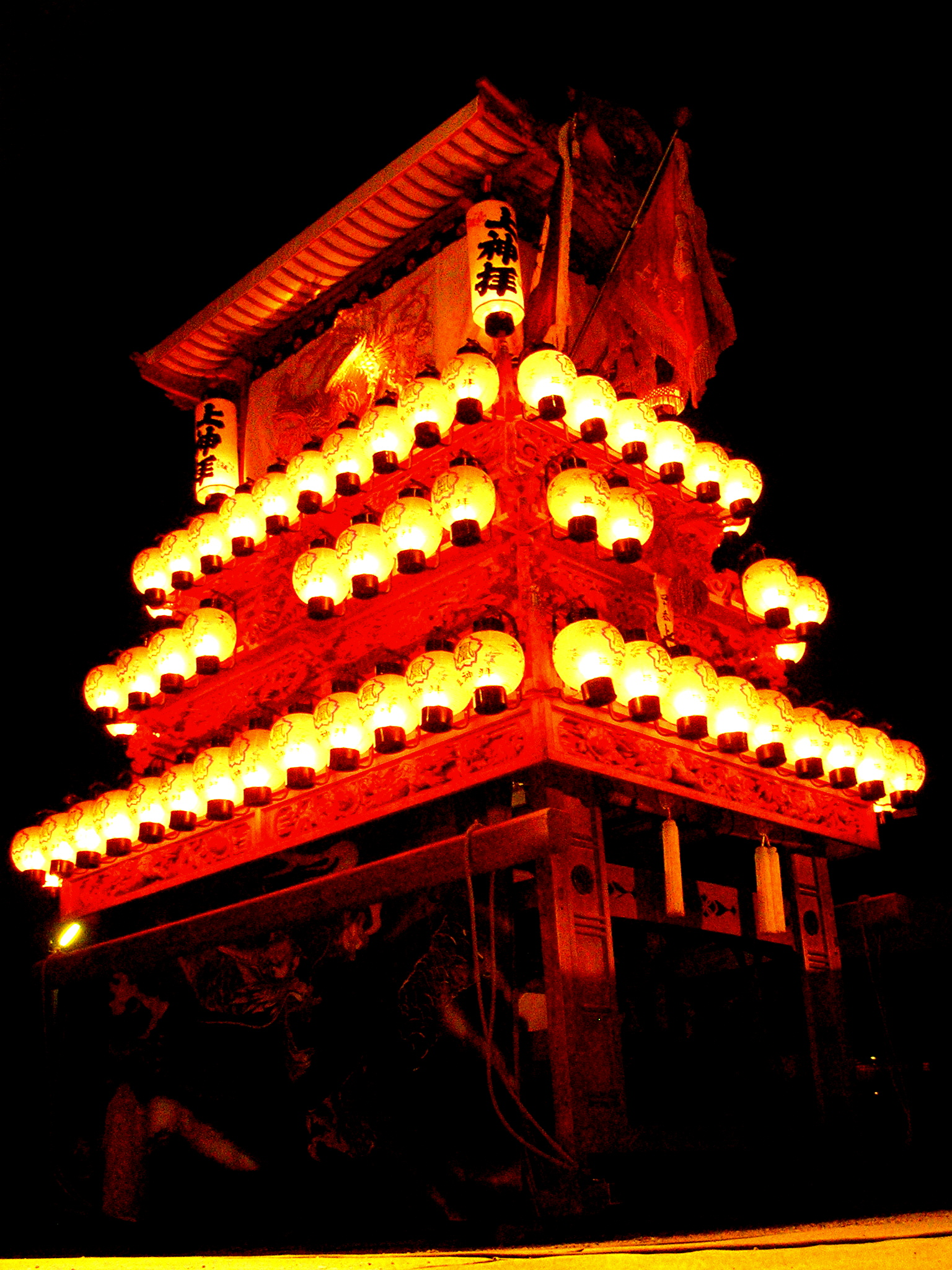
Ніч в Японії. Ліхтарі.
Ліхтарі готелю «Вітрило» (Гаспра)
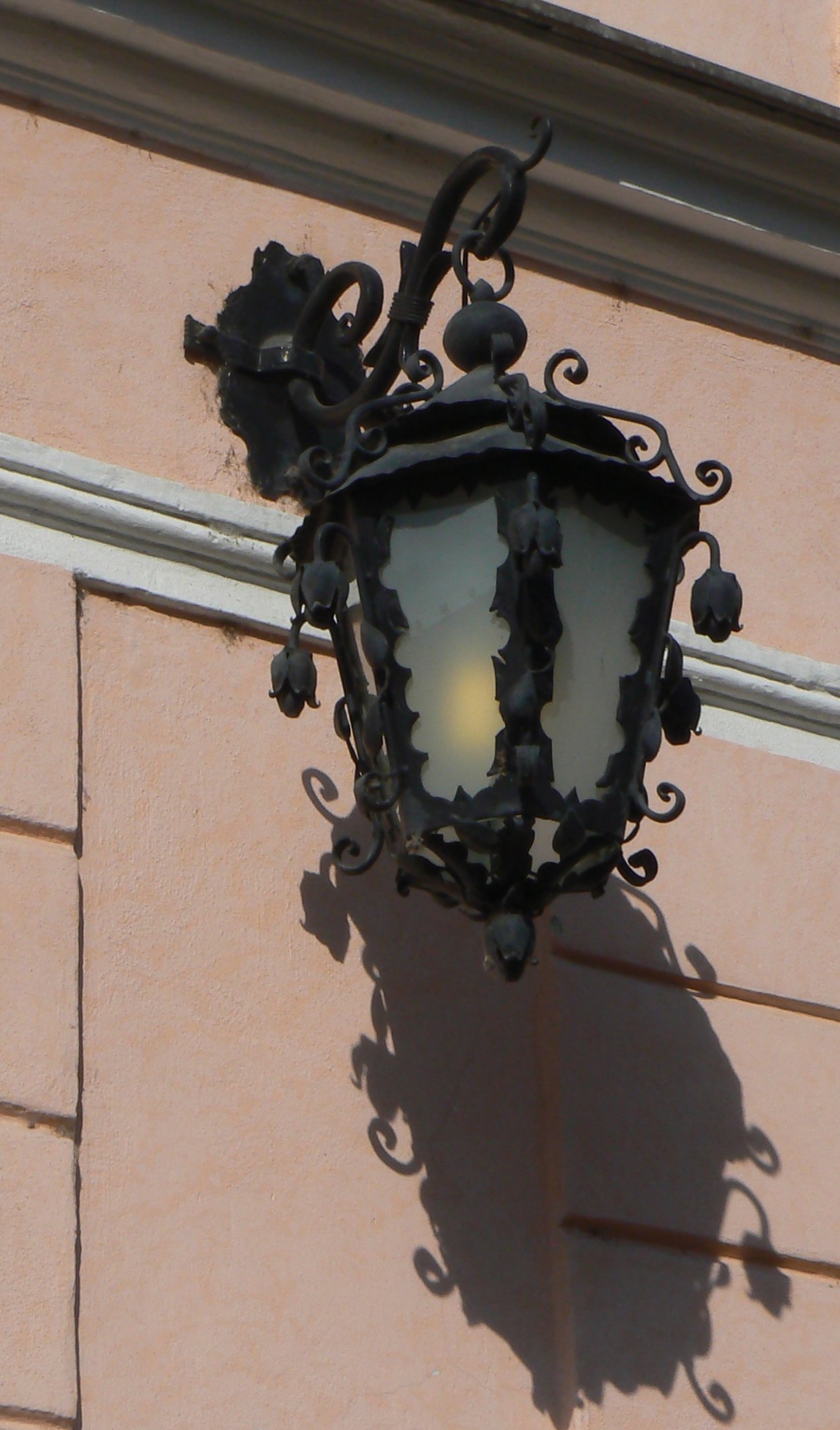
Банська Бистриця
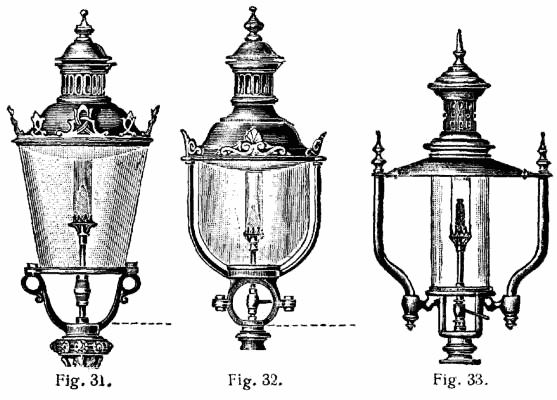
Старовинні газові ліхтарі

### Кишенькові

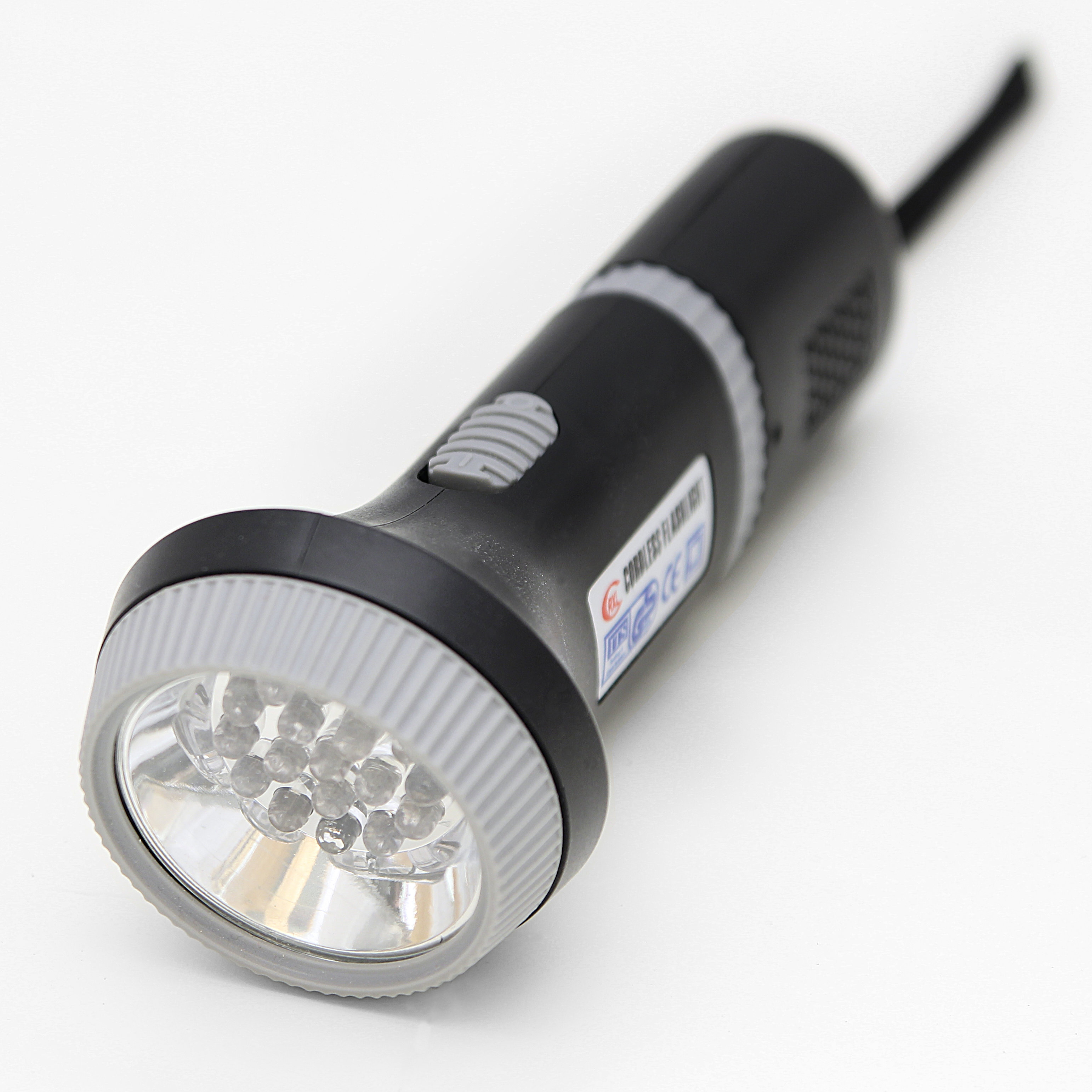
Звичайний ліхтар
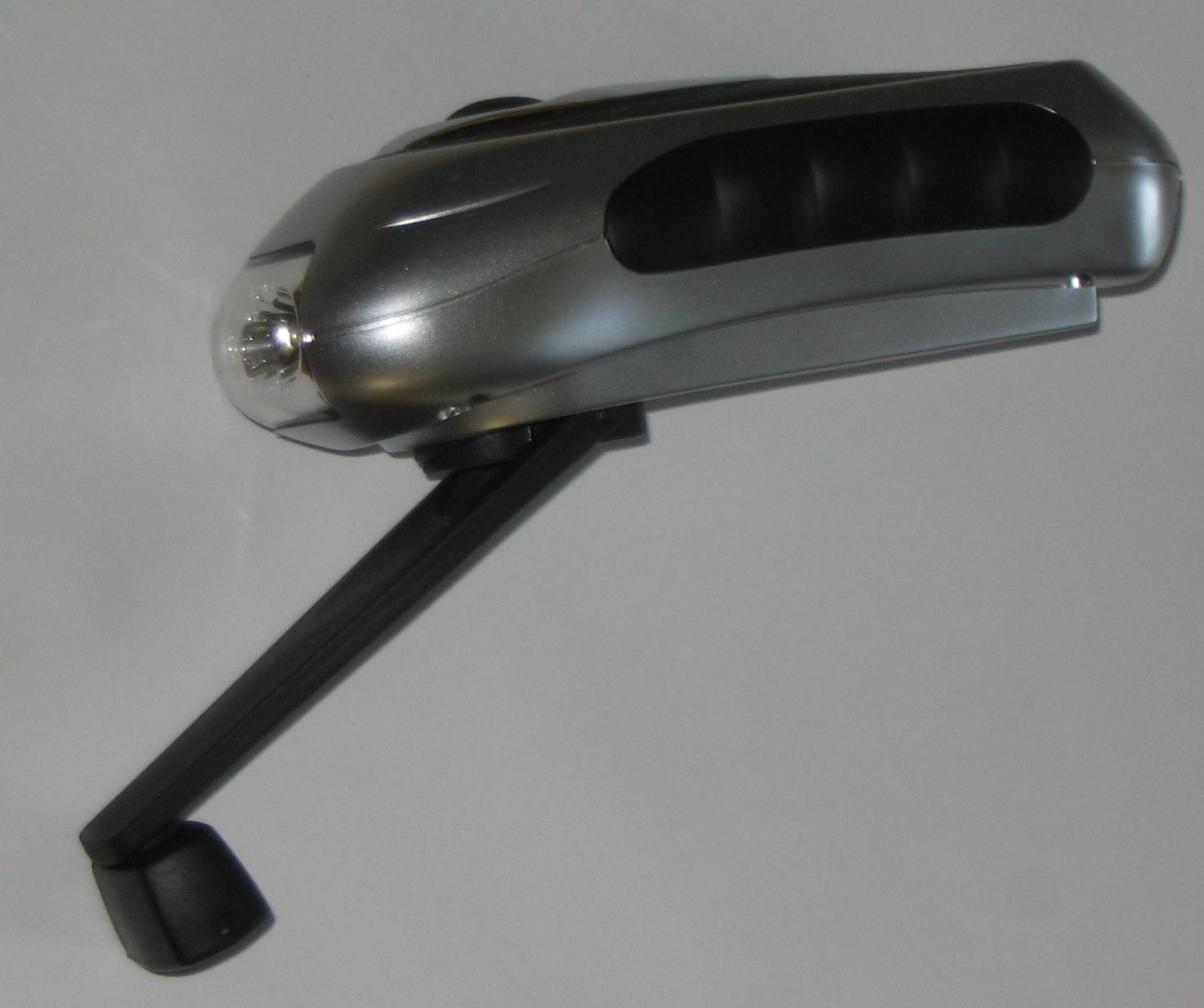
Ліхтар з динамо
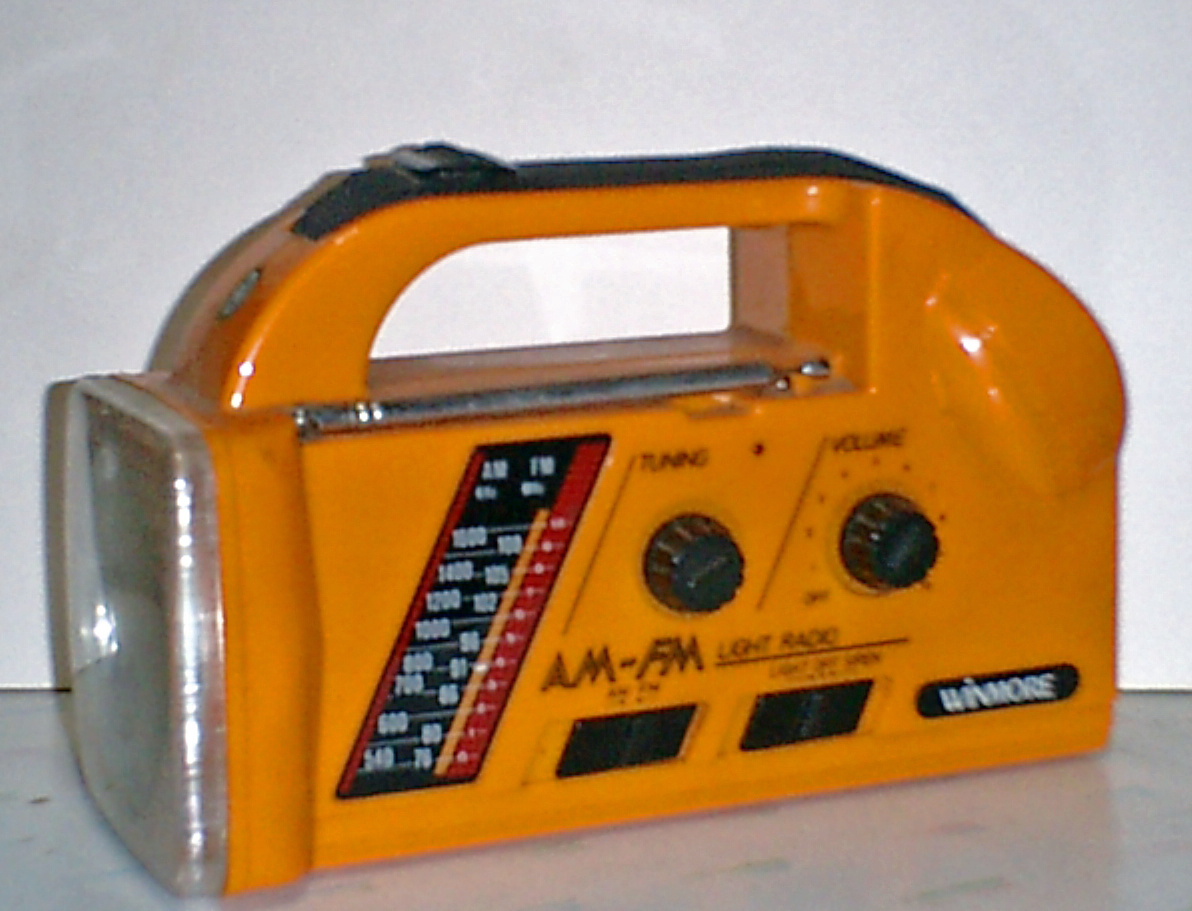
Радіо з вбудованим ліхтарем